# Adolf Rohrbach
Pour les articles homonymes, voir Rohrbach.

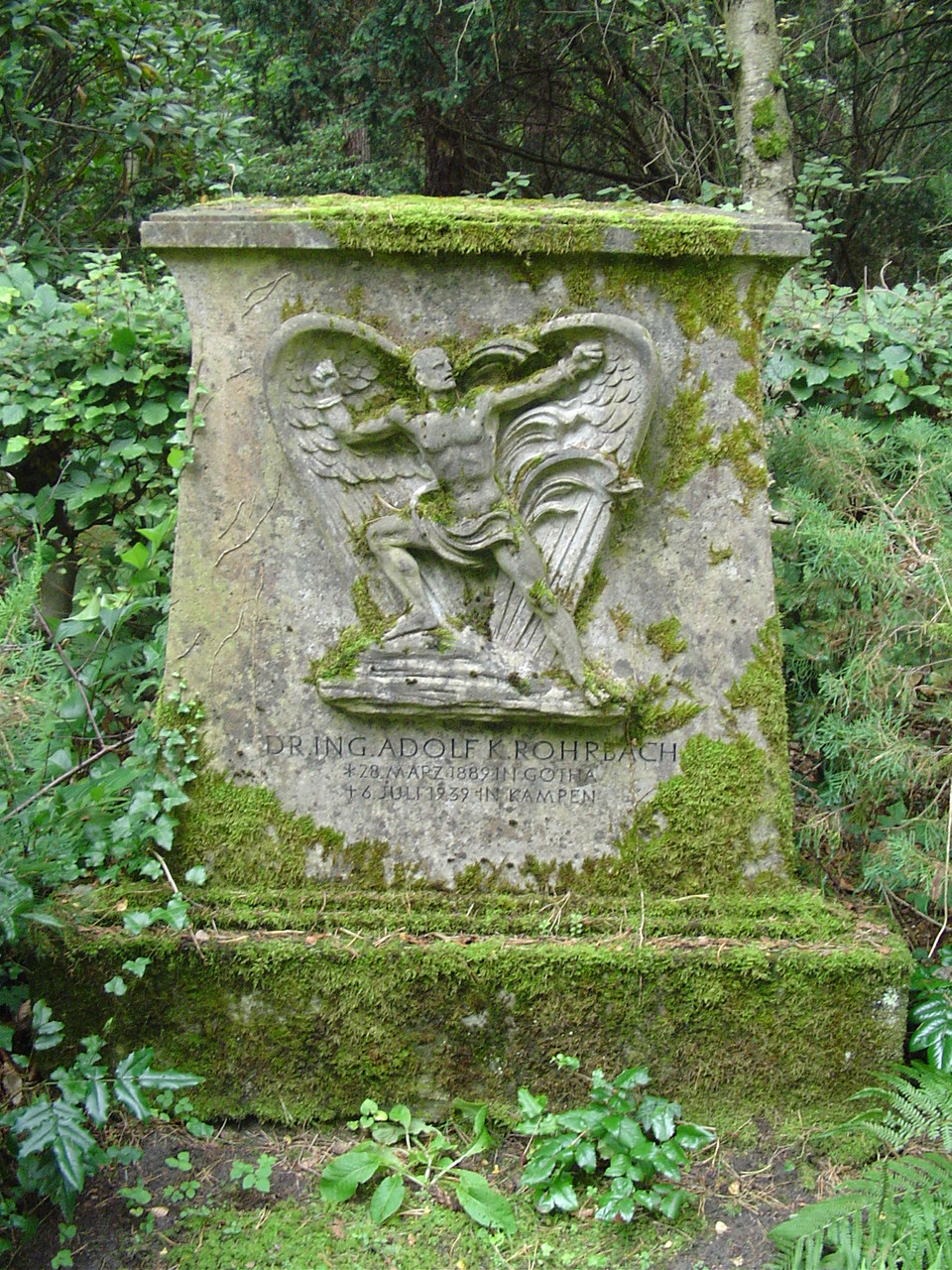
Monument funéraire d'Adolf Rohrbachs au cimetière sud-puest de Stahnsdorf, par Arno Breker

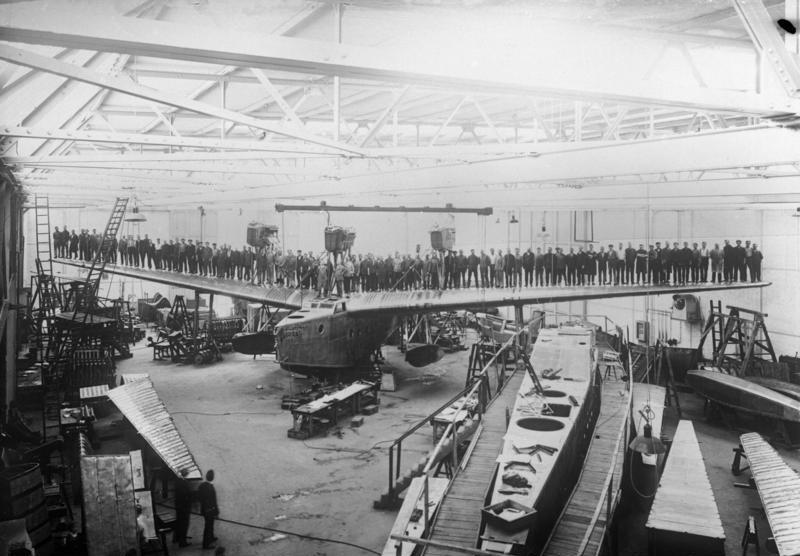
Démonstration de la solidité de la construction d'une aile, à l'usine Rohrbach

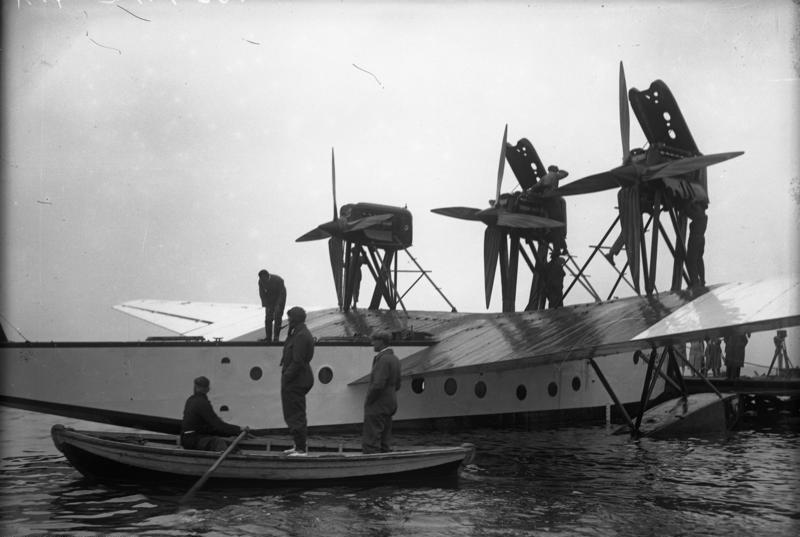
Hydravion à flotteurs « Romar » à Travemünde, 1928

Adolf Karl Otto Rohrbach, né le 28 mars 1889 à Gotha en duché de Saxe-Cobourg et Gotha et mort le 6 juillet 1939 à Kampen sur l'île de Sylt, est un ingénieur en mécanique allemand, concepteur d'avions et entrepreneur.
Il a notamment conçu le Zeppelin-Staaken E-4/20, premier avion de ligne à quatre moteurs et revêtement en métal.